# Foetidia retusa
Foetidia retusa är en tvåhjärtbladig växtart som beskrevs av Carl Ludwig von Blume. Foetidia retusa ingår i släktet Foetidia och familjen Lecythidaceae. Inga underarter finns listade i Catalogue of Life.